# Bahnhof Higashi-Kanagawa
Der Bahnhof Higashi-Kanagawa (jap. 東神奈川駅, Higashi-Kanagawa-eki) ist ein Bahnhof auf der japanischen Insel Honshū. Er wird von der Bahngesellschaft JR East betrieben und befindet sich in der Präfektur Kanagawa auf dem Gebiet der Stadt Yokohama.

## Verbindungen
Higashi-Kanagawa ist ein Trennungsbahnhof an der Keihin-Tōhoku-Linie von Tokio nach Yokohama. Von dieser zweigt die Yokohama-Linie nach Hachiōji ab. Auf beiden Linien bietet JR East einen dichten Regionalverkehr mit Zugfolgen von drei bis zehn Minuten an. Fast alle Züge der Yokohama-Linie werden zum benachbarten Bahnhof Yokohama durchgebunden. Tagsüber verkehren zwischen 10:00 Uhr und 15:30 Uhr Eilzüge von Hachiōji über Higashi-Kanagawa und Yokohama nach Sakuragichō. Regional- und Eilzüge der Keihin-Tōhoku-Linie werden in Yokohama auf die Negishi-Linie geleitet, Endpunkte sind Ōmiya und Ōfuna.
Beim westlichen Ausgang des Bahnhofs halten acht Buslinien des Verkehrsamtes der Stadt Yokohama, beim östlichen Ausgang eine weitere. Etwa 150 Meter in südöstlicher Richtung befindet sich der Bahnhof Nakakido an der Keikyū-Hauptlinie der Bahngesellschaft Keikyū; eine Fußgängerpassage führt direkt dorthin.

## Beschreibung
Benannt ist der Bahnhof nach dem Stadtteil Higashikanagawa, der zum Bezirk Kanagawa-ku im Osten der Stadt gehört. Er ist von Nordosten nach Südwesten ausgerichtet und besitzt acht Gleise, von denen vier dem lokalen Personenverkehr dienen. Diese liegen an der Ostseite an zwei überdachten Mittelbahnsteigen. Die parallel verlaufenden Gleispaare der Tōkaidō-Hauptlinie und der Shōnan-Shinjuku-Linie an der Westseite besitzen keine Bahnsteige, sodass ihre Züge hier nicht halten können.
Das Empfangsgebäude besitzt die Form eines Reiterbahnhofs, der sich über die gesamte Anlage spannt. Treppen, Aufzüge und Rolltreppe führen zu den Bahnsteigen hinunter. Diese wiederum sind an ihrem nördlichen Ende durch eine gedeckte Fußgängerbrücke miteinander verbunden. Über dem Osteinang erhebt sich das sechsgeschossige, im Jahr 2009 eröffnete Einkaufszentrum CIAL PLAT. Es bietet 19 Läden und wird von einer Tochtergesellschaft von JR East betrieben.
Im Fiskaljahr 2018 nutzten durchschnittlich 37.378 Fahrgäste täglich den Bahnhof.

## Bilder

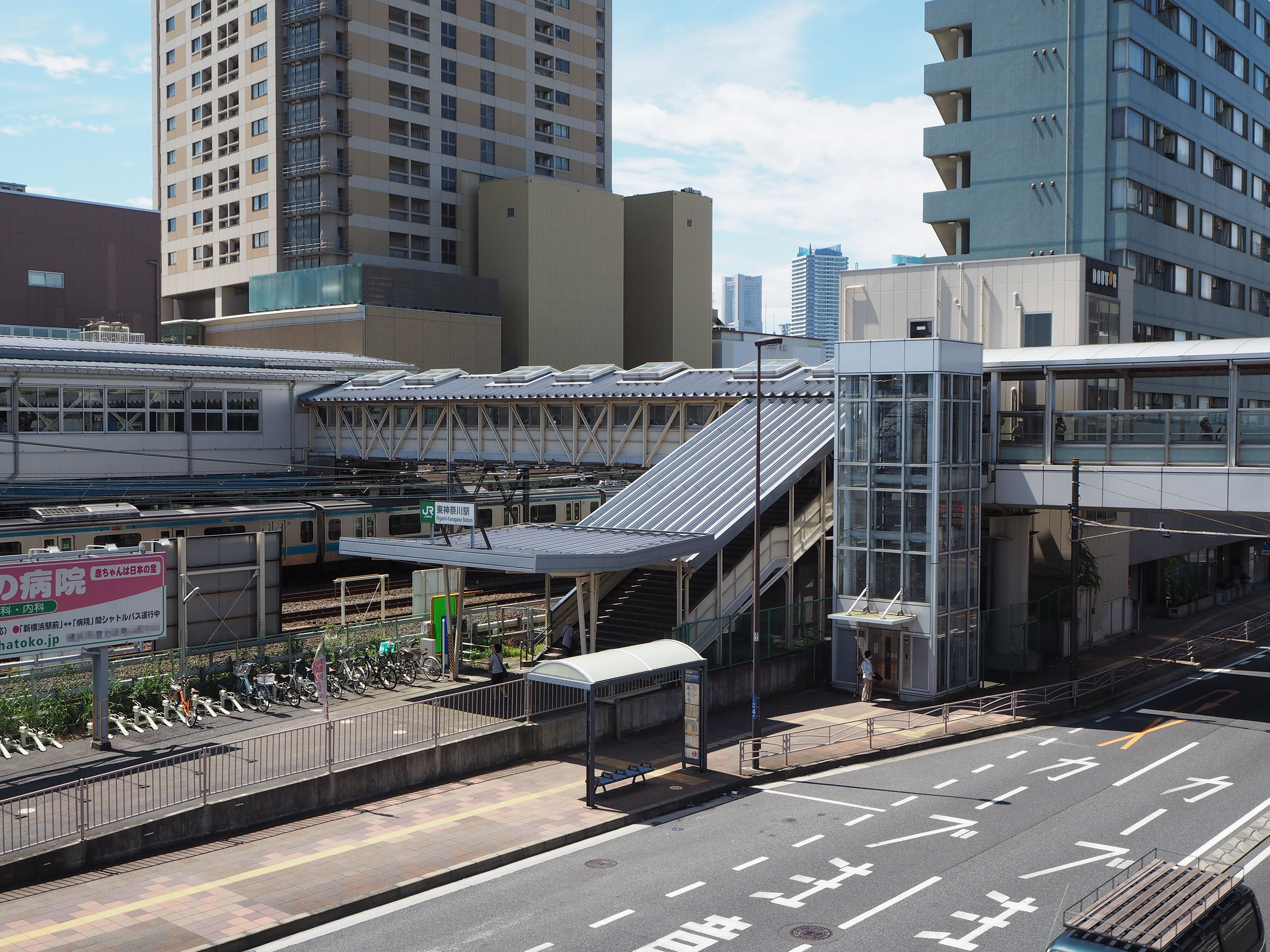
Westeingang des Bahnhofs
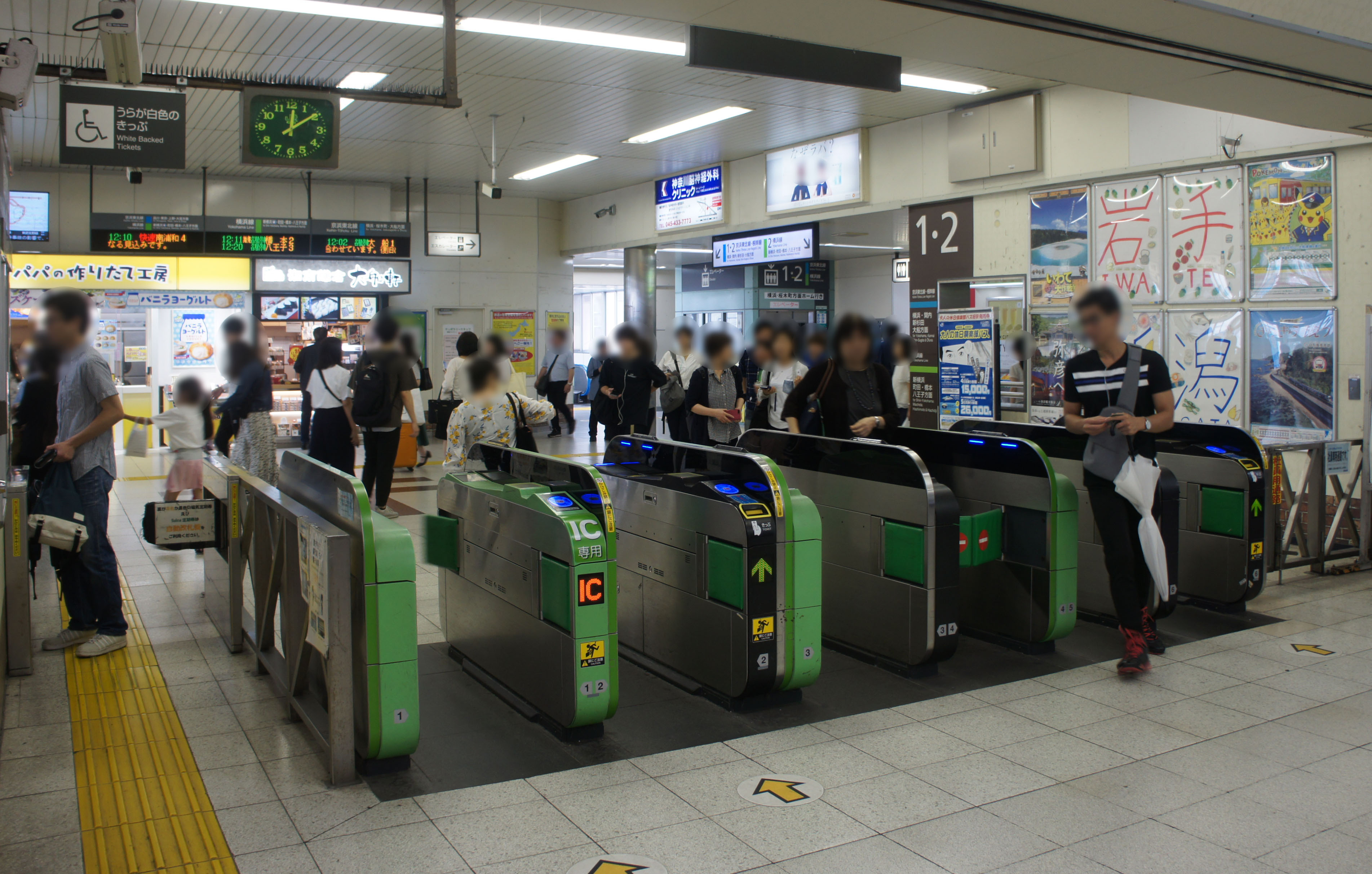
Bahnsteigsperren
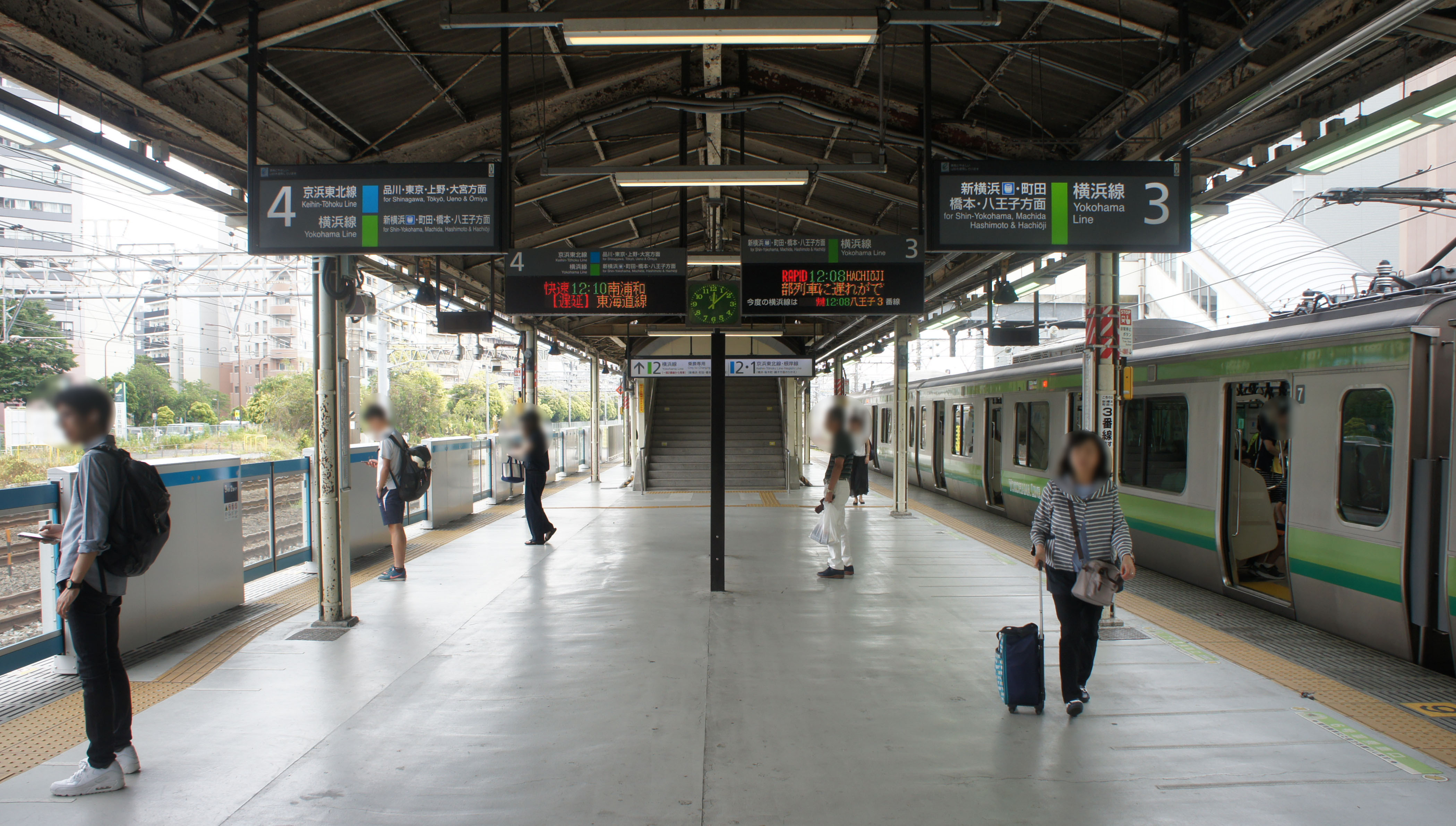
Bahnsteig 3 und 4

## Gleise
| 1     | ■ Keihin-Tōhoku-Linie (südwärts)                             | Yokohama • Kannai • Ōfuna                      |
| 2     | ■ Keihin-Tōhoku-Linie (südwärts) ■ Yokohama-Linie (südwärts) | Yokohama • Kannai • Ōfuna Yokohama             |
| 2 • 3 | ■ Yokohama-Linie (nordwärts)                                 | Shin-Yokohama • Machida • Hashimoto • Hachiōji |
| 4     | ■ Keihin-Tōhoku-Linie (nordwärts)                            | Shinagawa • Tokio • Ueno • Ōmiya               |

## Linien
| Verlauf der Keihin-Tōhoku-Linie / Negishi-Linie |
| --- |
| Ōmiya • Saitama-Shintoshin • Yono • Kita-Urawa • Urawa • Minami-Urawa • Warabi • Nishi-Kawaguchi • Kawaguchi • Akabane • Higashi-Jūjō • Ōji • Kami-Nakazato • Tabata • Nishi-Nippori • Nippori • Uguisudani • Ueno • Okachimachi • Akihabara • Kanda • Tokyo • Yūrakuchō • Shimbashi • Hamamatsuchō • Tamachi • Takanawa Gateway • Shinagawa • Ōimachi • Ōmori • Kamata • Kawasaki • Tsurumi • Shin-Koyasu • Higashi-Kanagawa • Yokohama • Sakuragichō • Kannai • Ishikawachō • Yamate • Negishi • Isogo • Shin-Sugita • Yōkōdai • Kōnandai • Hongōdai • Ōfuna |

| Verlauf der Yokohama-Linie |
| --- |
| Higashi-Kanagawa • Ōguchi • Kikuna • Shin-Yokohama • Kozukue • Kamoi • Nakayama • Tōkaichiba • Nagatsuta • Naruse • Machida • Kobuchi • Fuchinobe • Yabe • Sagamihara • Hashimoto • Aihara • Hachiōji-Minamino • Katakura • Hachiōji |

## Geschichte
Die private Bahngesellschaft Yokohama Tetsudō eröffnete den Bahnhof am 23. September 1908, zusammen mit der Yokohama-Linie auf ihrer gesamten Länge nach Hachiōji. Bis 1928 existierte etwas weiter südwestlich ein Bahnhof namens Kanagawa, weshalb der neue den Namenszusatz Higashi („Ost“) erhielt. Die Yokohama Tetsudō, deren Management identisch mit jenem der Yokohama-Lagerhausgesellschaft (Yokohama sōko) war, ließ auf neu aufgeschüttetem Land an der Bucht von Tokio einen Kai und ein Lagerhaus errichten. Zu deren Erschließung entstand eine Güteranschlussstrecke nach Umikanagawa, die am 10. Dezember 1911 in Betrieb ging. Bereits am 1. April 1910 war die Yokohama-Linie an das Eisenbahnamt (das spätere Eisenbahnministerium) geleast worden, das nun den gesamten Bahnverkehr durchführte und das Unternehmen am 1. Oktober 1917 ganz übernahm.
Am 20. Dezember 1914 eröffnete das Eisenbahnamt die Keihin-Tōhoku-Linie, die zwischen Tokio und Yokohama den Lokalverkehr der Tōkaidō-Hauptlinie ersetzte. Doch nur sechs Tage später musste der Betrieb vorübergehend eingestellt werden, da die elektrischen Anlagen fehlerhaft erstellt worden waren. Die Störungen waren schließlich am 10. Mai 1915 behoben. Am 17. Juni 1917 folgte die Eröffnung einer weiteren Anschlussstrecke zum Güterbahnhof Takashima. Das Eisenbahnministerium elektrifizierte am 4. April 1925 auch das Teilstück Higashi-Kanagawa–Machida der Yokohama-Linie. Zunächst diente dieser Abschnitt nur zu Testzwecken; erst ab 1. Oktober 1932 verkehrten elektrische Züge nach Fahrplan. Vom selben Tag an war es auch möglich, Züge der Yokohama-Linie umsteigefrei nach Sakuragichō zu führen.
Während eines Flächenbombardements der United States Army Air Forces auf Yokohama am 29. Mai 1945 brannte das ursprüngliche Empfangsgebäude vollständig nieder; an dessen Stelle trat ein Provisorium. Die Direktverbindung zwischen der Yokohama-Linie und Sakuragichō blieb bis zum 13. April 1959 unterbrochen. Aufgrund einer Reorganisation der Verkehrsströme im Hafen von Yokohama legte die Japanische Staatsbahn am 1. April 1959 die Zweigstrecken nach Umikanagawa und Takashima still. Im darauf folgenden Jahr konnte das heute bestehende Empfangsgebäude bezogen werden. Aus Kostengründen stellte die Staatsbahn am 1. Februar 1984 die Gepäckaufgabe ein. Im Rahmen der Staatsbahnprivatisierung ging der Bahnhof am 1. April 1987 in den Besitz der neuen Gesellschaft JR East über. Die Gleise 1 und 4 wurden am 27. Dezember 2018 mit Bahnsteigtüren ausgestattet.